# Lemaireocereus lepidanthus
Lemaireocereus lepidanthus ist eine Pflanzenart aus der Gattung Pachycereus in der Familie der Kakteengewächse (Cactaceae). Das Artepitheton lepidanthus leitet sich von den griechischen Worten lepidos für ‚Schuppe‘ sowie anthos für ‚Blüte‘ ab und verweist auf die eigenartig beschuppten Blüten der Art.

## Beschreibung
Lemaireocereus lepidanthus wächst baumförmig mit einzelnen oder wenigen von der Basis her verzweigenden, säulenförmigen, hellgrünen Trieben und erreicht bei Durchmessern von bis zu 8 Zentimeter Wuchshöhen von 3 bis 4 Meter. Es sind sieben bis neun, niedrige, im Querschnitt dreieckige Rippen vorhanden. Die anfangs gelblichen Dornen vergrauen später und lassen sich nur schwer in Mittel- und Randdornen unterscheiden. Die drei Mitteldornen sind bis zu 6 Zentimeter lang. Die oberen Mitteldornen sind aufwärts, der untere etwas abwärts, gerichtet. Die etwa zehn steifen Randdornen sind 1,5 Zentimeter lang.
Die trichterförmigen, gelben bis gelblich orangefarbenen Blüten erscheinen aus älteren Areolen in der Nähe der Triebspitzen. Sie sind bis zu 7 Zentimeter lang und weisen einen Durchmesser von 2,5 Zentimeter auf. Ihr Perikarpell und die Blütenröhre sind dicht mit häutigen, blattartigen Schuppen besetzt. Die Früchte sind trocken.

## Verbreitung, Systematik und Gefährdung
Lemaireocereus lepidanthus ist in Guatemala und Honduras in Höhenlagen von 200 bis 500 m verbreitet.
Die Erstbeschreibung als Cereus lepidanthus erfolgte 1909 durch Friedrich Eichlam. Salvador Arias und  Teresa Terrazas stellten die Art 2009 in die Gattung Lemaireocereus. Weitere nomenklatorische Synonyme sind Pachycereus lepidanthus (Eichlam) Britton & Rose (1920), Anisocereus lepidanthus (Eichlam) Backeb. (1942) und Escontria lepidantha (Eichlam) Buxb. (1961).
In der Roten Liste gefährdeter Arten der IUCN wird die Art als „Near Threatened (NT)“, d. h. als gering gefährdet geführt.

## Nachweise